# Bitwa pod Oriskany
Bitwa pod Oriskany – jedno ze starć w kampanii Saratoga stoczone  6 sierpnia 1777 roku w trakcie rewolucji amerykańskiej. 
Była to jedna z najkrwawszych bitew wojny o niepodległość Stanów Zjednoczonych: ponad 600 zabitych lub rannych. Śmiertelne rany odniósł w niej generał Armii Kontynentalnej Nicholas Herkimer. Bitwa była jedną z niewielu bitew, w której brali udział właściwie tylko urodzeni w Ameryce Północnej. Po stronie brytyjskiej byli to lojaliści z nowojorskiego King's Royal Regiment, Rangerzy Johna Butlera oraz wspierający ich Indianie Seneca dowodzeni przez Mohawka, wodza Josepha Branta. Po stronie kolonistów walczyli milicjanci z hrabstwa Tryon oraz sprzymierzeni z nimi Indianie Oneida. Jedynie walczący w armii brytyjskiej Jegrzy Hanau pochodzili z Europy.
Bitwa rozpoczęła się w momencie, gdy maszerująca z pomocą dla oblężonego Fortu Stanwix kolumna amerykańskiej milicji hrabstwa Tryon wpadła w brytyjską zasadzkę przygotowaną przez korpus ekspedycyjny pod dowództwem Barry'ego St. Legera. Była to jedyna droga do fortu, a Herkimer nie chciał ryzykować przeprawy przez rzekę Mohawk.
Podczas ataku Herkimer został ciężko ranny, udało mu się jednak zorganizować uporządkowany odwrót. Gwałtowna burza dała pozostałym przy życiu Amerykanom szansę ucieczki. Straty amerykańskie sięgnęły 465 zabitych i rannych, jednak bitwa umożliwiła obleganym w forcie wykonanie wypadu do obozu wojsk oblegających fort. Spowodowało to odwrót Indian Seneca z pola bitwy i przyczyniło się znacząco do niepowodzenia brytyjskiej kampanii na Saratogę. St. Leger musiał zrezygnować z połączenia swoich sił z wojskami Burgoyne'a i Howe'a.